# Daldinia concentrica
Daldinia concentrica hay Daldinia đồng tâm (tiếng Anh: cramp balls hay coal fungus) là một loài nấm thuộc chi Daldinia. Chúng sống trên cây chết hoặc gỗ mục, đây là một loài phổ biến và phân bố rộng.

Trong tiếng Anh, loài này còn có tên gọi Bánh của vua Alfred, tương truyền Alfred Đại đế từng có lần lẩn trốn ở vùng nông thôn trong thời chiến tranh, ông đã đưa bánh vào lò nướng và ngủ quên khiến số bánh này bị cháy. Vẻ bề ngoài của loài nấm Daldinia gợi đến kết cục của số bánh.

## Công dụng
Loài nấm này thường được để khô làm mồi nhóm lửa.